# SX Phoenicis
Désignations
SX Phoenicis (en abrégé SX Phe) est une étoile variable de la constellation australe du Phénix. Avec une magnitude apparente variant autour de 7,33, elle est trop faible pour être visible à l’œil nu. Elle est localisée à ∼ 272 a.l. (∼ 83,4 pc) du Soleil, comme déterminé à partir d'une parallaxe annuelle de 12 millisecondes d'arc mesurée par le satellite Gaia.

## Environnement stellaire
SX Phoenicis est le prototype des variables de type SX Phoenicis. Ce sont des étoiles de population II qui, comme elle, sont des variables pulsantes et à haute amplitude. La métallicité de SX Phoenicis est très faible, avec une proportion de fer qui n'est que de 4 % celle du Soleil. C'est également un membre du halo galactique qui effectue une orbite rétrograde autour du centre de la Voie lactée, et qui possède une vitesse particulière extrêmement élevée de 323,2+12,7
 −13,3 km/s. Son mouvement dans l'espace laisse à penser qu'elle pourrait être un membre du groupe de Kapteyn, un groupe mouvant d'étoiles qui ont un mouvement propre similaire à l'étoile de Kapteyn.

## Pulsations
La variabilité de SX Phoenicis fut découverte par Olin J. Eggen en 1952 et elle a depuis été l'objet de nombreuses études sur sa courbe de luminosité et sur son spectre. Ces observations ont révélé que l'étoile possède deux périodes de pulsations de 0,055 et de 0,043 jours, ce qui correspond aux pulsations radiales dans le mode fondamental et dans la première harmonique, respectivement. D'autres fréquences de pulsation, qui combinent ces deux modes, sont également observées,. Ces pulsations font également que la vitesse radiale de l'étoile varie en tout de 38 km/s, avec des périodes qui suivent les variations de luminosité. Il existe également des preuves que les périodes de pulsations varient au fil des décennies, avec une possible période de variation cyclique de 43 ± 10 ans. Dans l'ensemble, la magnitude visuelle apparente de l'étoile varie entre 6,76 et 7,53.

## Propriétés
SX Phoenicis est une étoile blanche de la séquence principale de type spectral A3 V. Durant les années 1940, elle fut classée comme une « sous-naine probable » en raison de sa faible luminosité pour son type spectral,. En moyenne, sa luminosité est de 5,89 L☉ et sa température effective est de 7 700 K. Durant le cycle de pulsation primaire, sa température varie entre 7 230 K à sa luminosité minimale et 8 170 K à sa luminosité maximale ; quand les deux cycles de pulsations sont à peu près en phase, la température de surface peut même atteindre 8 400 K. De même, les pulsations font que le rayon de l'étoile varie, ce qui est mis en évidence par des changements de sa gravité de surface. Les modèles d'évolution stellaire de Petersen et Christensen-Dalsgaard (1996), qui prennent en compte le comportement pulsatif de l'étoile, indiquent que les propriétés de l'étoile sont conformes à une masse de 1,0 M☉ et une âge de quatre milliards d'années.

## Origine
L'origine de SX Phoenicis, et des variables de type SX Phoenicis en général, demeure incertaine. Quoique ses propriétés soient bien expliquées par les modèles standard d'évolution stellaire, l'observation des variables de type SX Phoenicis dans les amas globulaires nous indiquent que ces étoiles sont des traînardes bleues, dont on pense qu'elles se forment par la fusion de deux étoiles ou à la suite d'interactions au sein d'un système binaire. Cela explique pourquoi SX Phoenicis semble être une étoile jeune, bien qu'elle appartienne à la population du halo galactique. Dans ce scénario, SX Phoenicis était à l'origine une étoile binaire dont les composantes étaient proches et qui ont ensuite fusionné, ce qui a engendré une étoile rajeunie qui a commencé à évoluer comme une étoile solitaire,,.